# Sarcinodes flaviplaga
Sarcinodes flaviplaga är en fjärilsart som beskrevs av Louis Beethoven Prout 1913. Sarcinodes flaviplaga ingår i släktet Sarcinodes och familjen mätare. Inga underarter finns listade.